# Los jinetes del alba
Los jinetes del alba va ser una sèrie de televisió, estrenada per Televisió Espanyola el 1991, amb direcció de Vicente Aranda, basada en la novel·la homònima de Jesús Fernández Santos.

## Argument
Ambientada durant els anys previs a l'inici de la guerra civil espanyola, l'acció s'inicia a Las Caldas, un poble de Astúries el 1922, en un balneari propietat de la rica Amalia, que comparteix el seu llit amb el jove Martín, al seu torn enamorat de la maquiavèl·lica Marián, neboda de la propietària. Quan esclata la Revolució d'Astúries de 1934, Martín donarà suport als miners insurgents en contra dels cacics locals amb Erasmo al capdavant. Després de diverses peripècies, Marián es fa amb el control del balneari, però la fi de la Guerra l'haurà deixat en ruïnes.

## Repartiment
- Victoria Abril…Marián.
- Jorge Sanz…Martín.
- Maribel Verdú…Raquel.
- Fernando Guillén…Erasmo.
- Graciela Borges…Amalia.
- Gloria Muñoz…Adamina.
- Alfonso Vallejo
- Antonio Iranzo
- Claudia Gravy
- Conrado San Martín
- El Gran Wyoming
- Jordi Dauder
- José Canalejas
- Lola Baldrich
- Manuel Torremocha
- Margarita Calahorra
- María Jesús Hoyos
- Nacho Martínez
- Neus Asensi
- Alfonso Godá
- Paco Catalá
- Pedro Díez del Corral
- Resu Morales

## Fitxa Tècnica
- Direcció: Vicente Aranda.
- Producció: José Luis Tafur
- Guions: Vicente Aranda, Joaquim Jordà
- Música Original: José Nieto
- Fotografia: Juan Amorós
- Muntatge: Teresa Font

## Pressupost
La sèrie va comptar amb un pressupost de 500 milions de pessetes.